# Olivenhain (California)

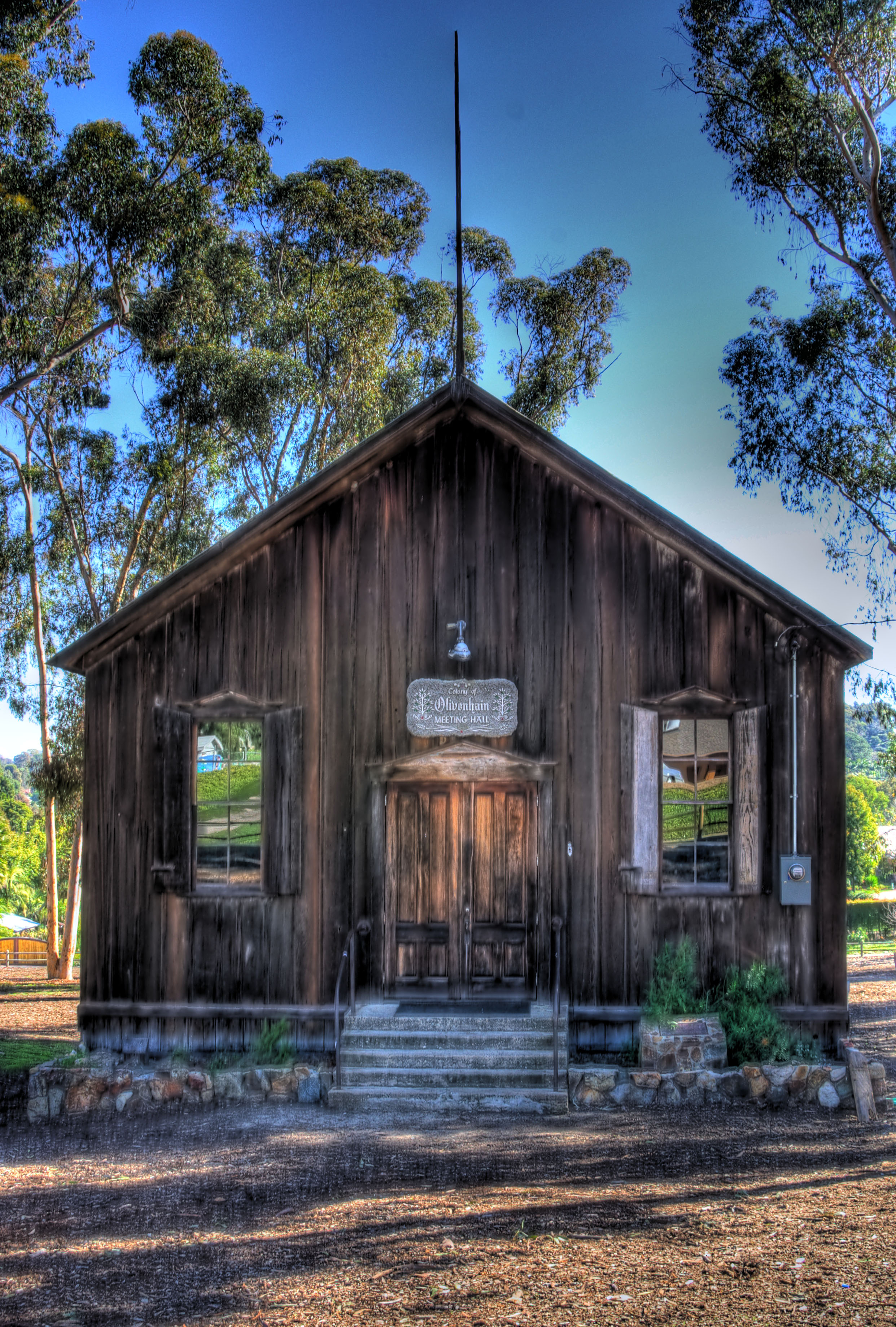
Salón de Reuniones

Olivenhain es una comunidad rural de cinco comunidades de Encinitas del condado de San Diego en el estado estadounidense de California. La localidad se encuentra ubicada al oeste de Rancho Santa Fe. La comunidad empezó a poblarse a inicios de 1884 por un grupo de alemanes. Debido a su baja densidad, la comunidad tiene alrededor de 1500 viviendas.